# Ибн Хаукаль
Абу-л-Касим Мухаммад ибн Хаукаль ан-Нисиби (араб. محمد أبو القاسم بن حوقل النصيبي‎) — арабский географ и путешественник. Представитель «классической школы» арабской географии (картографов последователей ал-Балхи). Провёл в путешествиях более 30 лет, посетив Ирак, Иран, Индию (?), Северную и Центральную Африку, Испанию и Сицилию. Автор «Книги картины Земли» («Китаб сурат ал-ард»), другое название «Книга путей и стран» («Китаб ал-масалик ва-мамалик»); представляет собой переработанную версию книги ал-Истахри (сохранилась в четырёх редакциях, завершена около 988 года ). Первостепенный источник по политической и экономической географии мусульманского мира и соседних регионов.

## Биография

### Ранние годы
Сведения о жизни Ибн Хаукаля известны в основном из его книги. О нём больше информации, чем о других географах «классической школы», благодаря тому, что он охотнее рассказывал о себе. Прозвище указывает, что он родился в городе Нисибин в Верхней Месопотамии (ал-Джазире). Самое раннее упоминаемое им событие — посещение Тикрита вскоре после  932 года. С  937 года жил в Багдаде. Получил мутазилитское образование. Одним из его учителей был Абу Али аль-Фариси. С ранних лет заинтересовался географией и полюбил наводить справки о странах:
Основное, что побудило меня к составлению этой книги в таком виде, — это то, что я во времена юности увлекался рассказами про страны, старался знакомиться с состоянием больших городов, усиленно разузнавал и осведомлялся у путешествующих в разные области, у доверенных купцов, у читавших книги, сочинённые по этому поводу. [...] Всё это поддерживало ощущаемую мной в душе силу путешествовать, подвергаться опасностям, охоту описывать города, положение крупных центров, соседство климатов и областей. [...] Со мной не разлучались книги Ибн Хордадбеха, ал-Джайхани и памятка Абу-л-Фараджа Кудамы ибн Джа'фара. Из-за двух первых книг мне следовало бы просить прощения у Аллаха за то, что я их носил с собою и отвлекался благодаря им от нужного мне стремления к наукам полезным и обычаям обязательным.

### Род занятий
В поездках Ибн Хаукаль действовал как купец. «Купцом из Мосула» называет его Йакут. Коммерческие и экономические темы, часто с приведением точных цифровых данных, широко освещаются в его сочинении. Параллельно он, по-видимому, довольно часто выполнял функции политического агента и даже шпиона. Положительные высказывания об исмаилитах и карматах не исключают того, что он мог являться исмаилитским религиозным проповедником (да’и).
Ибн Хаукаль посетил большинство исламских стран, в том числе все три существовавших тогда халифата. Он имел знакомства в высших кругах едва ли не всех ведущих мусульманских династий: Хамданидов, Фатимидов и Омейадов, Буидов, Саманидов, Феригунидов, — и дал им свою политическую оценку. Как он сам однажды с гордостью сказал о себе: «Я встречался с большинством королей Земли!»

### Путешествия

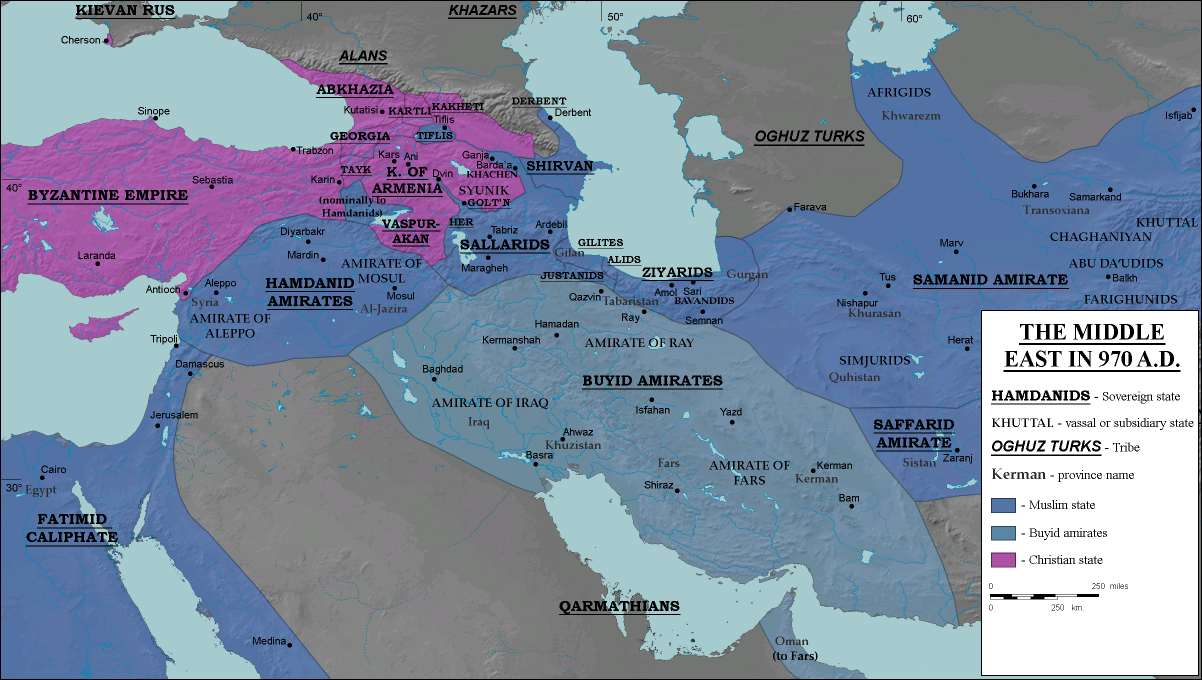
Ближний Восток ок. 970 года

15 мая 943 года  Ибн Хаукаль «в расцвете молодости» начал своё путешествие, выехав из Багдада. В этот день в столице произошёл переворот: восставший тюркский военачальник Тузун изгнал прежнего фактического правителя Аббасидского халифата — мосульского эмира Насир ад-Даулу Хамданида. В своём сочинении Хаукаль обещал дать обзор своих поездок, но этого не сделал, так что их маршрут восстанавливается фрагментарно и трудно понять, в течение какого времени он находился в том или ином регионе. Он не говорит, что делал после отъезда из Багдада. С долей условности можно предположить, что он последовал за своим патроном Насиром (Багдад спустя два года был захвачен врагами Хамданидов — Буидами, которые окончательно отстранили халифов от светской власти). Лояльность Хамданидам Хаукаль сохранял и в пoследствии, первую редакцию своего сочинения посвятив брату Насира — Сайф ад-Дауле, эмиру Алеппо. Затем дела привели его во владения Фатимидского халифата, чья династия как и Хамданиды была шиитской. В 947/ 948 году он посетил Северную Африку, в том числе город Махдию в Тунисе. В 948 году — Кордову — двор Омейадского халифа Абд ар-Рахмана III. Сделанное им подробное описание Омейадского халифата, где с одной стороны отмечается экономическое процветание, а с другой констатируется военная несостоятельность, напоминает разведывательное донесение Фатимидам, с завуалированным намёком, что захватить такой регион было бы очень легко. Возможно, он оставался в Андалусе до  951 года. В том же году он посетил город Сиджилмас в Марокко и город Аудагост на южной границе Сахары, где среди прочего присутствовал на строительстве минбара в местной мечети. По-видимому, это была крайняя точка его путешествия в Африке. Часто встречающееся утверждение, что он пересёк экватор и дошел до 20° ю. ш., безосновательно. Поездка в Африку, вероятно, также предпринималась в интересах Фатимидов. Около  956 года он посетил Египет, Армению и Адзербайджан, в последнем ему уже приходилось бывать в молодости. В  961— 969 годах был в Джазире, Ираке, Хузестане и Фарсе, а затем в Хорезме и Мавераннахре, где, вероятно, находился продолжительное время, так как оставил подробное описание региона и высоко отозвался о местной династии Саманидов. В 968/ 969 году в городе Джурджане на южном побережье Каспийского моря ему встретились хазарские беженцы, рассказавшие о завоевании Хазарского каганата русами (в начале 980-х гг. Хаукаль отразил полученную им новую информацию о возвращении хазар в Итиль). После Джурджана он, вероятно, останавливался в Тбилиси (эмират Джафаридов), где отметил свойственное здешним жителям гостеприимство и был принят во дворце эмиром и кадием. В  969 году Ибн Хаукаль вернулся в Джазиру и Ирак. Был в родном Нисибине и последний раз в Мосуле. В 970/ 971 году посетил Египет (только что завоёванный Фатимидами) и Северную Африку. В  971— 973 годах был на Сицилии (эмират Кальбитов). 16 апреля 973 находился в Палермо. В  974 году правитель Мосула Абу Таглиб направил его для переговоров к Себук-Тегину, который тогда был влиятельным чиновником при дворе багдадского Буида Бахтияра ибн Ахмада, а впоследствии стал правителем Государства Газневидов.
Далее сведения об Ибн Хаукале отсутствуют. Дата и место его смерти неизвестны. Хаджжи Халифа называет  962 год, что явно ошибочно. Вторая редакция сочинения, составленная около  977 года, посвящена неизвестному лицу — Абу Сари ал-Хасану ибн Фадлу ибн Сари ал-Асбахани, так что эта информация не позволяет понять, где автор находился в конце жизни. В настоящее время доказано, что последняя редакция «Книги картины Земли» датируется  988 годом.

### Встреча c ал-Истахри

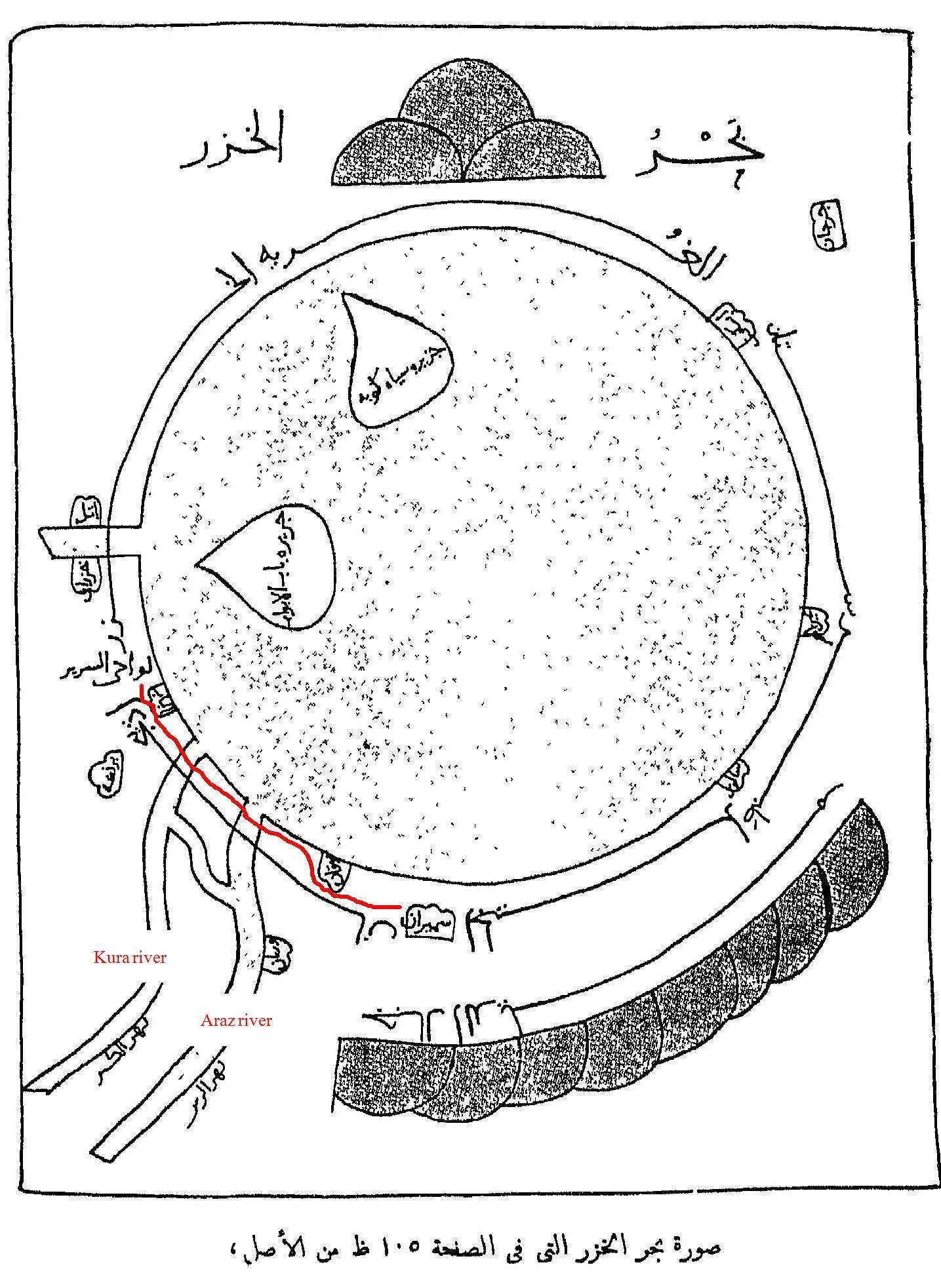
Карта Каспия («Моря ал-Хазар») Ибн Хаукаля.

Во время своих поездок Ибн Хаукаль лично познакомился с двумя выдающимися современниками, которые столь же страстно, как и он, интересовались географией.
В 951/ 952 году (приблизительная дата, согласно М. Де Гуе) он встретился с более старшим географом «классической школы» и тоже путешественником — Абу Исхаком ал-Фариси ал-Истахри. Традиционно считается, что это произошло в долине Инда, поскольку встреча упоминается в главе о провинции Синд. Однако в самом тексте этого не утверждается. В связи с этим личное посещение Ибн Хаукалем Индии находится под вопросом (хотя она описана им достаточно подробно). А. Микель в противовес другим считал более вероятным, что встреча двух географов могла произойти ещё в Багдаде, до отъезда Хаукаля.
Сравнив работу Истахри с результатом своих наблюдений, Хаукаль указал на имеющиеся ошибки, и Истахри дал ему разрешение свободно редактировать свой текст.
Встретил я Абу Исхака аль-Фариси; этот человек нарисовал карту Синда, но допустил в ней несколько ошибок, и он также нарисовал Персию, что у него получилось чрезвычайно хорошо. Со своей стороны, я нарисовал карту Адзербайджана, которая приведена на следующей странице, и которую он одобрил, а также карту Верхней Месопотамии, которую он счёл превосходной. Однако он осудил мою карту Египта как совершенно плохую, а карту Магриба — как по большей части неточную. Затем он сказал мне: «Я тщательно изучил информацию о твоём рождении и составил твой гороскоп. Я прошу тебя вносить исправления в мою работу, если ты найдёшь в ней какие-либо ошибки». Я внёс некоторые изменения в нескольких местах и хотел опубликовать их под его именем. Но потом решил, что было бы неплохо оставить своё собственное имя только на издании этой работы.
Таким образом, встреча вдохновила Ибн Хаукаля на изложение своих знаний. Постепенно от частных исправлений имеющегося текста, он перешёл к созданию своего собственного. Текст Истахри включён в него полностью. Собственные материалы Ибн Хаукаля составляют в нём 1/6 часть. Наиболее оригинальными являются главы о западных регионах: Египте, Африке, Испании и Сицилии. Заметно дополнены главы Месопотамии, Армении и Мавераннахра. Главы, касающиеся Ирана, оставлены почти без изменений. Глава о Каспийском море, представляющая особый интерес для историков Восточной Европы своей информацией о народах Поволжья и рассказом о трёх группах русов, также почти без изменений воспроизводится по Истахри, который, в свою очередь, воспроизводит ещё более ранний (920-х годов) текст Балхи.
При анализе конкретных известий следует учитывать, что соотношение текстов Балхи, Истахри и Хаукаля представляет сложную проблему. Сочинение Балхи не сохранилось, а сохранившиеся редакции сочинения Истахри отличались от той редакции, которая находилась в распоряжении Ибн Хаукаля.

### Встреча c Хасдаем ибн Шапрутом
В начале 337 г.х., то есть в конце лета или осенью 948 года Ибн Хаукаль прибыл в Испанию. Здесь он познакомился с еврейским сановником, фактическим вторым лицом и министром иностранных дел Омейадского халифата — Хасдаем ибн Шапрутом. Дипломатическая карьера Хасдая среди прочего знаменита перепиской с правителем Хазарии. Хасдай был поражён, что на востоке существует независимое иудейское государство и приложил много сил для наведения справок о нём. В результате долгих и сложных мероприятий, приблизительно к началу 960-х годов он установил с хазарским царём контакт. 
В старейшей рукописи сочинения Ибн Хаукаля на карте Средиземного моря, где изображена сплошная горная цепь от Испании до Кавказа, имеется примечание следующего содержания:
Эта гора большая и протяжённая. Хасдай ибн Исхак утверждает, что она соединяется с горами Арминийи. Она пересекает страну ал-Рум и тянется по ней до Хазарана и гор Арминийи. Он (Хасдай) был хорошим знатоком тех краёв по причине того, что он побывал в них и встречался там с царями и влиятельными людьми.
Интерпретация сообщения имеет обширную историографию. Путешествие Хасдая в Хазарию не исключено (такое желание он выражал в своём письме). Сведения об этом Ибн Хаукаль мог получить во время своего пребывания на Сицилии. При этом вероятность подобного события всё же невысока — нет свидетельств, что визирь когда-либо выезжал за пределы Пиренеев. Как бы то ни было, Хаукаль и Хасдай явно взаимно обогатили свои географические знания. Сам Хасдай утверждал, что впервые узнал о Хазарии от «хорасанских купцов». Таковым купцом вполне мог быть именно Хаукаль. Косвенным доказательством этого служит упоминание в письме Хасдая родного города Ибн Хаукаля — Нисибина и использование некоторых арабских терминов.

### Возможная встреча с автором Худуд ал-‘алам
Пребывая в Государстве Саманидов в середине или в конце 960-х годов, на территории современного Афганистана Ибн Хаукаль посещал владение Гузган. Здесь жил и работал ещё один выдающийся географ — неизвестный по имени автор, в 982/ 983 году написавший «Книгу о строении Земли», чаще упоминаемую под названием «Худуд ал-‘алам» или «Пределы мира от востока к западу». Первый большой географический трактат не на арабском, а на персидском языке. Свидетельств об общении автора с Ибн Хаукалем нет, но оно вполне вероятно. Из текста сочинения видно, что автор использовал книгу «классических географов» (хотя, скорее, рукопись Балхи или Истахри, чем Хаукаля) и преследовал ту же цель, заключавшуюся в составлении систематического комментария к карте мира. Ибн Хаукаль встречался с покровителями автора — эмиром Гузгана из династии Феригунидов Абу-л-Харис Мухаммадом ибн Ахмадом и его секретарём Джафаром ибн Сахлом. Последнего Хаукаль охарактеризовал чрезвычайно лестно, отметив, что это был единственный встретившийся ему чиновник, про которого он не услышал плохих отзывов.

### Возможное посещение Волжской Булгарии
В XIX веке некоторые востоковеды ошибочно были уверены, что Ибн Хаукаль ездил в Хазарию и Волжскую Булгарию. Точка зрения о посещении Волжской Булгарии не общепринята, но имеет сторонников среди современных исследователей, таких как В. М. Бейлис и А. П. Ковалевский. Она опирается на присутствующую в тексте реплику от первого лица. Приводя рассказ Истахри, который передаёт слова местного хатиба о краткости зимнего дня в стране булгар, заканчивающегося так скоро, что человек не успевает пройти фарсах, Ибн Хаукаль меняет один фарсах на два и добавляет, что лично это наблюдал:
А Булгар — название области и города. Они мусульмане, и в городе есть пятничная мечеть, а поблизости от них есть другой город, который называется Сувар, и в нём [тоже] есть пятничная мечеть. И сообщил мне тот, кто читал хутбы в нём, что число жителей этих двух городов около десяти тысяч мужчин. [...] Сообщил мне проповедник этого города, что в зимнее время дня в нём не хватает человеку, чтобы пройти два фарсаха, а летом удлиняется день и укорачивается ночь так, что ночь становится летом как день зимой. И я был очевидцем того, что указывает на это [будучи] поблизости от их страны: что дня нам хватило на совершение четырёх молитв, один вслед за другой, с четырьмя рак’атами и с перерывами между азаном и икамой.
Безоговорочно принять данное сообщение мешает то, что из-за жанровых и текстологических особенностей прямая речь в арабских источниках не всегда является гарантией аутентичности.

## Сочинения

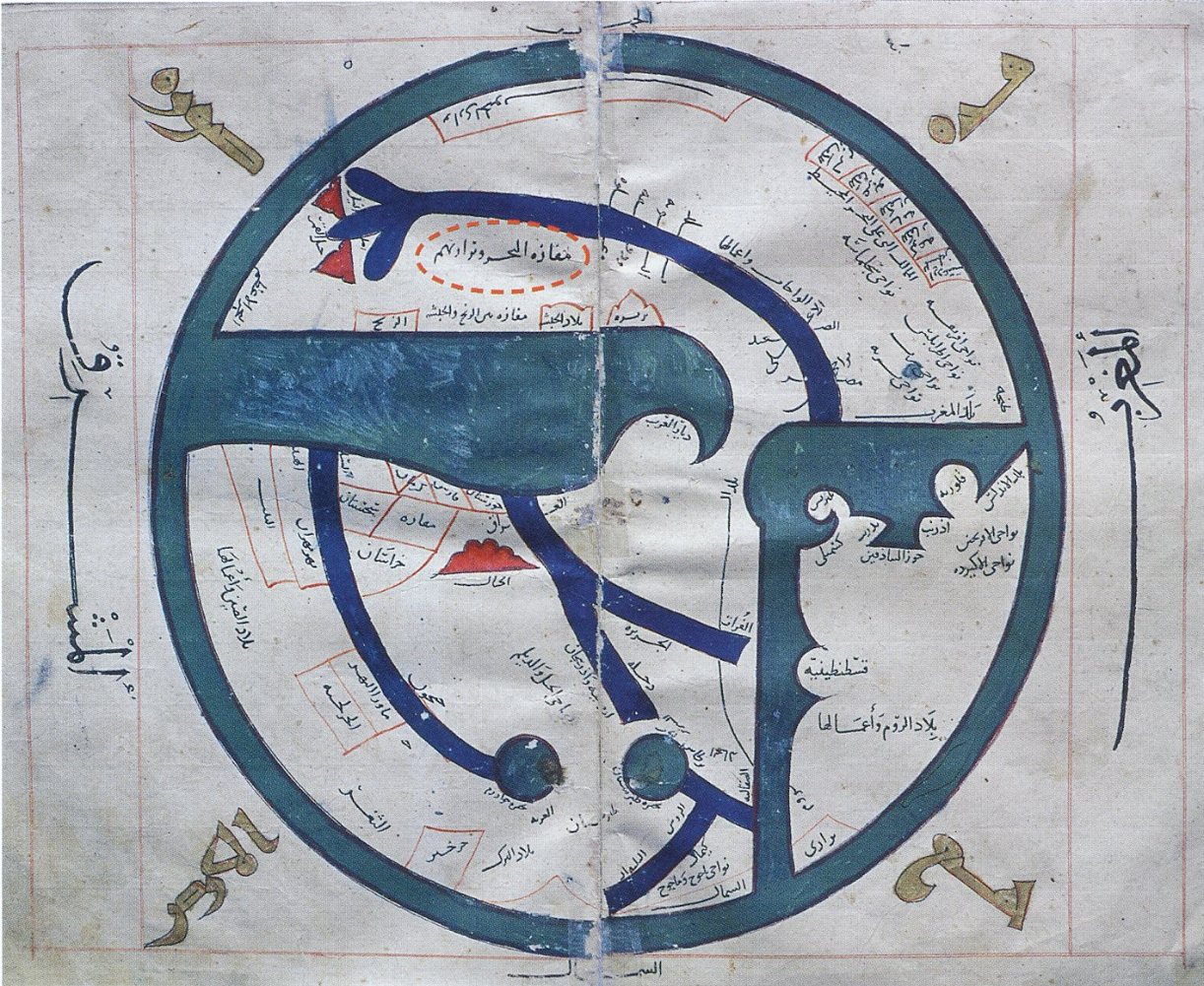
Карта мира Ибн Хаукаля по рукописи XIV века (Ayasofya 2577M) из Библиотеки Сулеймание в Стамбуле.

Сохранился единственный географический труд. В старейшей рукописи носит название «Книга картины Земли» (араб. كتاب صورة الأرض‎ — Kitāb ṣūrat al-arḍ), в других встречается под различными заголовками, в том числе как «Книга путей и стран» (араб. كتاب المسالك والممالك‎ — Kitāb al-Masālik wa-l-mamālik). Идентифицировано восемь рукописей, некоторые ещё не введены в научный оборот. Согласно Й. Крамерсу, существует три редакции сочинения, созданные между  961 и  967 (посвящена хамданидскому эмиру и меценату Сайф ад-Дауле), около  977 (посвящена неизвестному, содержит критику Хамданидов и похвалы Фатимидам), около  988 (финальная версия, представлена старейшей рукописью A.3346  1086 года из Музея Топкапы в Стамбуле). Ш. Бенчекрун недавно показал наличие ещё одной более ранней версии в рамках первой редакции (вслед за Т. Гудричем переатрибутировал одну из рукописей, которая прежде считалась сочинением Истахри).
| Стемма рукописей | Стемма рукописей                                       | Стемма рукописей |
| ---------------- | ------------------------------------------------------ | --- |
| Редакция         | Рукопись                                               | Заголовок |
| Cамая ранняя     | A.3012, Topkapi Sarayi Müzesi Kütüphanesi, Istanbul    | Ṣifat al-aqālīm al-islāmiya wa-ġayrihā wa-mā fī-hā mina l-ğibāl wa-l-biḥār Описание исламских регионов, а также других стран, их гор и морей                                       |
| Первая           | Bnf Arabe 2214, Bibliothèque nationale de France       | Kitāb hayʾat aškāl l-arḍ wa-miqdārihā fī l-ṭūlwa-l-῾arḍ l-ma῾rūf bi-ğuġrāfyā Книга конфигурации форм Земли и её размеров по долготе и широте, известная под названием „География“  |
| Первая           | Ayasofya 2934, Süleymaniye Kütüphanesi, Istanbul       | Kitāb ῾ağāʾib l-dunyā Книга чудес мира |
| Первая           | A.3347, Topkapi Sarayi Müzesi Kütüphanesi, Istanbul    | Kitāb hayʾat aškāl l-arḍ wa-miqdārihā fī l-ṭūl wa-l-῾arḍ l-ma῾rūf bi-ğuġrāfyā Книга конфигурации форм Земли и её размеров по долготе и широте, известная под названием „География“ |
| Вторая           | Cod. Or.314, Bibliotheekder Rijksuniversiteit de Leyde | Kitāb al-masālik wa-l-mamālik Книга путей и стран |
| Вторая           | Huntington 538, Bodleian Library, Oxford               | Kitāb al-masālik wa-l-mamālik Книга путей и стран |
| Третья           | Ayasofya 2577M, Süleymaniye Kütüphanesi, Istanbul      | Aqālīm l-buldān wa-ṣūrat ǧamīʿ al-arḍ Климаты стран и картина всей Земли |
| Третья           | A.3346, Topkapi Sarayi Müzesi Kütüphanesi, Istanbul    | Kitāb ṣūrat al-arḍ Книга картины Земли |

По общей схеме «классических географов» сочинение состоит из введения и 20 глав, каждая из которых описывает одну из областей («климатов») мусульманского мира. Введение сопровождается круглой картой с изображением ойкумены, а главы — прямоугольными картами соответствующих регионов. Текст комментирует содержание карт.
Ибн Хаукаль упоминает, что им была написана отдельная работа под названием «Книга о Сицилии» (араб. كتاب صقلية‎). Она не сохранилась. Согласно исламским библиотечным каталогам, Ибн Хаукалю приписывается авторство статьи об истории евреев и их праздниках, опубликованной в 1947 году в Хайдарабаде. Вероятно, это фрагмент из «Книги картины Земли».

## Комментарии
1. ↑  Лучше всех известна жизнь Балхи, благодаря тому, что о нём имеются биографические справки в ряде средневековых словарей. Об Истахри и особенно об ал-Мукаддаси почти ничего неизвестно.
2. ↑  Иногда его упоминают с нисбой ал-Багдади или с нисбой ал-Мосули.
3. ↑  По тексту, в четверг 7 рамадана 331 г.х. Дата, записанная спустя многие годы, возможно, не совсем точна, так день недели в ней назван ошибочно. В 331/943 году указанное число являлось понедельником, а четверг выпадал на 3 рамадана/11 мая[11].
4. ↑  Работа Ибн Хаукаля является, таким образом, синхронным источником, в котором упоминается восточный поход киевского князя Святослава Игоревича. Дата 358 год хиджры (25 ноября 968 — 13 ноября 969) отличается от даты из «Повести временных лет» и из другой группы восточных источников (965 год и 354 год хиджры). Вопросу посвящена большая историография. Точка зрения В. В. Бартольда, что Ибн Хаукаль имеет в виду не год самого похода, а год получения сведений о нём, ныне не пользуется популярностью.
5. ↑  Год поездки и имя эмира Ибн Хаукаль не уточняет. Он упоминает, что приезжал по торговым делам и ранее был в Джурджане. Его поездки к Саманидам, возможно, были регулярными, поэтому визит мог состояться и в более ранние годы того же десятилетия.
6. ↑  Известие Ибн Халдуна и Ибн ал-Асира. Единственный факт о Хаукале (в тексте Abū Aḥmad b. Ḥawqal), почерпнутый не из его сочинения. С предыдущим правителем Газни — Абу Исхаком ибн Алп-тегином[англ.] Хаукаль общался при Саманидском дворе[21].
7. ↑  Эта редакция считалась окончательной до публикации в 1938—1939 годах Й. Крамерсом более полной и старой стамбульской рукописи. Поэтому в литературе до сих пор встречается указание на 977 год как дату сочинения и примерную дату смерти автора.
8. ↑  Isbahan — арабское название Исфахана.
9. ↑  Точная дата в тексте не указывается. Ибн Хаукаль упоминает лишь, что к этому времени уже составлял карты[11].
10. ↑  Здесь и во введении точечно добавлены расспросные сведения о русско-хазарских и русско-печенежских отношениях. Печенеги названы «шипом русов» (по контексту их союзниками, но фраза допускает двусмысленность[36]). Река Итиль (Волга) названа «Русской» и на карте соединяет Каспий с «Константинопольским проливом» (примерным эквивалентом Чёрного моря). Оригинальным является сообщение, что после похода на Волжскую Булгарию и Хазарию русы напали на Рум и Андалус — отсылка к балканским войнам Святослава и набегу норманнов на Испанию в 971 году. В главе о Магрибе упоминается набег русов на закавказский город Бердаа и утверждается, что русы атакуют побережье Андалуса на кораблях вместе с печенегами, славянами и булгарами[22]. По предположению А. П. Новосельцева, повышенный интерес Ибн Хаукаля к русам, возможно, вызван тем, что их отряды на службе в византийской армии участвовали в войнах с Хамданидами[37].
11. ↑  В сочинении Хаукаля нет ни малейших оснований для такого утверждения. Встречается мнение, что из географов «классической школы» Хазарию в конце Х века посещал ал-Мукаддаси, чьё описание независимо от текстов Истахри-Хаукаля и до определённой степени напоминает путевые заметки[53]. Данная точка зрения также далеко не общепринята.
12. ↑  «Поблизости от их страны» — чтение стамбульской рукописи, в более поздних лейденской и оксфордской рукописях, которые были доступны историкам XIX века — «во время моего пребывания у них». Смысл рассказа в том, что вместо положенных пяти намазов пришлось совершить только четыре. Допустимость такой практики в северных широтах была предметом богословской дискуссии. До Ибн Хаукаля вариация рассказа о молитвах встречается у Ибн Фадлана[57].
13. ↑  В главе о Персидском море Ибн Хаукаль, повторяя Истахри[63], приводит анекдот о еврейских жителях аравийского города Айла, которые были превращены в свиней и обезьян за то, что не соблюдали шаббат[64].